# Platygaster javieri
Platygaster javieri är en stekelart som beskrevs av Peter Neerup Buhl 1998. Platygaster javieri ingår i släktet Platygaster och familjen gallmyggesteklar. Inga underarter finns listade i Catalogue of Life.